# Follingbo socken
Follingbo socken ingick i Gotlands norra härad, ingår sedan 1971 i Gotlands kommun och motsvarar från 2016 Follingbo distrikt.
Socknens areal är 37,01 kvadratkilometer, varav 36,01 land. År 2020 fanns här 544 invånare. Två småorter, med namnet Follingbo omfattande prästgården, Gerete, Klinte, Nygårds och Hagvards liksom sockenkyrkan Follingbo kyrka ligger i socknen. 

## Administrativ historik
Follingbo socken har medeltida ursprung. Socknen tillhörde Dede ting som i sin tur ingick i Bro setting i Nordertredingen.
Vid kommunreformen 1862 övergick socknens ansvar för de kyrkliga frågorna till Follingbo  församling och för de borgerliga frågorna bildades Follingbo landskommun. Landskommunen inkorporerades 1952 i Romaklosters landskommun och ingår sedan 1971 i Gotlands kommun.
1 januari 2016 inrättades distriktet Follingbo, med samma omfattning som församlingen hade 1999/2000.  
Socknen har tillhört samma fögderier och domsagor som Gotlands norra härad. De indelta båtsmännen tillhörde Gotlands första båtsmanskompani.

## Geografi
Follingbo socken ligger sydost om Visby. Socknen består av en tallbevuxen högplatå i väster och odlad slättbygd i öster.
I socknen återfinns Rosendals gård och Tallbacken, som fram till 2003 fungerade som sjukhem, men nu är köpt och förvandlat till ett Boda Borg-äventyrshus vilket invigdes den 17 juni 2007. I närheten av Jacobsberg, på Rosendals gårds ägor, är Follingbomasten placerad, som förser Gotland med TV och radio.

### Gårdsnamn
Björkebos, Bondarve, Dede, Ekeskogs, Gerete, Hagvards, Hallfrede, Kallings Lilla, Kallings Stora, Klinte, Norrbys, Nygårds, Rosendal (Ungbåtels), Sylfaste, Tingstomt, Vede Lilla, Vede Stora.

### Ortnamn
Flyktigs Torp, Krämpeskog, Livmanstorp, Skogsholm, Skrubbhagen, Skrubbs, Slättflishage, Spittlings.

## Fornlämningar
Block med sliprännor finns i socknen. Kända från socknen är 16 gravfält och stensträngar från järnåldern. En vikingatida silverskatt har påträffats.

## Namnet
Namnet (1300-talet Fortingaboe) ha efterleden bo, 'bygd'. Förleden innehåller inge, 'inbyggare' och kan mena fard(l)ingar,' de som bor vid färdvägen' och då syftande på någon farbar höjdrygg i områdets sankmarker. En alternativ tolkning är att förleden baseras på fordh, 'vadställe, väg över sankmark'.

## Befolkningsutveckling
| Befolkningsutvecklingen i Follingbo socken 1750–2020 | Befolkningsutvecklingen i Follingbo socken 1750–2020 | Befolkningsutvecklingen i Follingbo socken 1750–2020 | Befolkningsutvecklingen i Follingbo socken 1750–2020 | Befolkningsutvecklingen i Follingbo socken 1750–2020 |
| --- | ---------------------------------------------------- | ---------------------------------------------------- | ---------------------------------------------------- | ---------------------------------------------------- |
| |                                                      |                                                      |                                                      |                                                      |
| År |                                                      |                                                      | Folkmängd                                            |                                                      |
| 1750 | 1750                                                 |                                                      | 220                                                  |                                                      |
| 1760 | 1760                                                 |                                                      | 225                                                  |                                                      |
| 1769 | 1769                                                 |                                                      | 267                                                  |                                                      |
| 1780 | 1780                                                 |                                                      | 292                                                  |                                                      |
| 1790 | 1790                                                 |                                                      | 254                                                  |                                                      |
| 1800 | 1800                                                 |                                                      | 298                                                  |                                                      |
| 1810 | 1810                                                 |                                                      | 356                                                  |                                                      |
| 1820 | 1820                                                 |                                                      | 432                                                  |                                                      |
| 1830 | 1830                                                 |                                                      | 441                                                  |                                                      |
| 1840 | 1840                                                 |                                                      | 461                                                  |                                                      |
| 1850 | 1850                                                 |                                                      | 470                                                  |                                                      |
| 1860 | 1860                                                 |                                                      | 509                                                  |                                                      |
| 1870 | 1870                                                 |                                                      | 464                                                  |                                                      |
| 1880 | 1880                                                 |                                                      | 524                                                  |                                                      |
| 1890 | 1890                                                 |                                                      | 476                                                  |                                                      |
| 1900 | 1900                                                 |                                                      | 506                                                  |                                                      |
| 1910 | 1910                                                 |                                                      | 567                                                  |                                                      |
| 1920 | 1920                                                 |                                                      | 611                                                  |                                                      |
| 1930 | 1930                                                 |                                                      | 540                                                  |                                                      |
| 1940 | 1940                                                 |                                                      | 522                                                  |                                                      |
| 1950 | 1950                                                 |                                                      | 509                                                  |                                                      |
| 1960 | 1960                                                 |                                                      | 405                                                  |                                                      |
| 1970 | 1970                                                 |                                                      | 335                                                  |                                                      |
| 1980 | 1980                                                 |                                                      | 381                                                  |                                                      |
| 1990 | 1990                                                 |                                                      | 418                                                  |                                                      |
| 2000 | 2000                                                 |                                                      | 405                                                  |                                                      |
| 2010 | 2010                                                 |                                                      | 432                                                  |                                                      |
| 2020 | 2020                                                 |                                                      | 544                                                  |                                                      |
| Anm: Källor: Umeå universitet - Tabellverket 1749-1859, Demografiska databasen, CEDAR, Umeå universitet, Befolkning per församling, Befolkningsutvecklingen i Gotlands socknar 2000 - 2010, Folkmängden per distrikt, landskap, landsdel eller riket efter kön. År 2015 - 2022. |                                                      |                                                      |                                                      |                                                      |

### Fotnoter
1. 1 2  Svensk Uppslagsbok andra upplagan 1947–1955: Follingbo socken
2. ↑  ”Folkmängden per distrikt, landskap, landsdel eller riket efter kön. År 2015 - 2022”. Statistikdatabasen. Statistiska centralbyrån. http://www.statistikdatabasen.scb.se/pxweb/sv/ssd/START__BE__BE0101__BE0101A/FolkmangdDistrikt/. Läst 23 april 2023.
3. ↑  Harlén, Hans; Harlén Eivy (2003). Sverige från A till Ö: geografisk-historisk uppslagsbok. Stockholm: Kommentus. Libris 9337075. ISBN 91-7345-139-8
4. ↑  Administrativ historik för Follingbo socken (Klicka på församlingsposten). Källa: Nationella arkivdatabasen, Riksarkivet.
5. ↑  Om Gotlands båtsmanskompani
6. 1 2  Sjögren, Otto (1931). Sverige geografisk beskrivning del 2 Östergötlands, Jönköpings, Kronobergs, Kalmar och Gotlands län. Stockholm: Wahlström & Widstrand. Libris 9939
7. 1 2  Nationalencyklopedin
8. ↑  Förteckning över slipskåror
9. ↑  Fornlämningar, Statens historiska museum: Follingbo socken
10. ↑  Fornminnesregistret, Riksantikvarieämbetet: Follingbo socken Fornminnen i socknen erhålls på kartan genom att skriva in sockennamn (utan "socken") i "Ange geografiskt område"
11. ↑  Mats Wahlberg, red (2003). Svenskt ortnamnslexikon. Uppsala: Institutet för språk och folkminnen. Libris 8998039. ISBN 91-7229-020-X. https://isof.diva-portal.org/smash/get/diva2:1175717/FULLTEXT02.pdf